# Gomphotaria pugnax
Gomphotaria pugnax (лат.) — вид вымерших морских млекопитающих из семейства моржовые отряда хищных. Единственный вид рода Gomphotaria. Это был очень крупный морж, питавшийся моллюсками. Его окаменелости найдены вдоль побережья, ныне ставшего территорией Калифорнии, в слоях конца миоцена. У них было не два, а четыре клыка: по паре в верхней и нижней челюстях. Судя по износу клыков G. pugnax раздавливали ими раковины моллюсков, а не просто высасывали моллюсков из раковин, как это делают современные моржи. Телосложением эти звери больше напоминали морских львов, чем современных моржей.